# وین، شهر موسیقی
وین، شهر موسیقی (انگلیسی: Vienna, City of Song) یک فیلم در ژانر موزیکال به کارگردانی ریچارد اوسوالد است که در سال ۱۹۳۰ منتشر شد.

## بازیگران
- شارلوت آندر
- پال مورگان
- ایگو سیم
- زیگ آرنو
- مکس هانسن
- پل گریتز
- مکس ارلیش